# 南城県
南城県（なんじょう-けん）は中華人民共和国江西省撫州市に位置する県。

## 行政区画
- 鎮:建昌鎮、株良鎮、上唐鎮、里塔鎮、洪門鎮、沙洲鎮、竜湖鎮、新豊街鎮、万坊鎮、徐家鎮
- 郷:天井源郷、潯渓郷

## 交通

### 鉄道
- 中国鉄路総公司
  - 昌福線
    - 南城駅

### 道路
- 高速道路
  - 済広高速道路
  - 福銀高速道路
- 国道
  - G206国道